# Neptis hatra
Neptis hatra är en fjärilsart som beskrevs av Hans Fruhstorfer 1913. Neptis hatra ingår i släktet Neptis och familjen praktfjärilar. Inga underarter finns listade i Catalogue of Life.